# Top 10 des Cahiers du cinéma
Pour les articles homonymes, voir Top 10.

Les Top 10 des Cahiers du cinéma sont des listes annuelles des meilleurs films sortis en France au cours de l'année écoulée, selon la rédaction de la revue.

## Top 10 par année

### Années 1950
| Année | #   | Film                                   | Réalisateur            | Pays       |
| ----- | --- | -------------------------------------- | ---------------------- | ---------- |
| 1951  | 1.  | Le Fleuve                              | Jean Renoir            | France     |
| 1951  | 2.  | Journal d'un curé de campagne          | Robert Bresson         | France     |
| 1951  | 3.  | Miracle à Milan                        | Vittorio De Sica       | Italie     |
| 1951  | 4.  | Los olvidados                          | Luis Buñuel            | Mexique    |
| 1951  | 5.  | All About Eve (Ève)                    | Joseph L. Mankiewicz   | États-Unis |
| 1951  | 6.  | Mademoiselle Julie                     | Alf Sjöberg            | Suède      |
| 1951  | 7.  | Chronique d'un amour                   | Michelangelo Antonioni | Italie     |
| 1951  | 8.  | Sunset Boulevard                       | Billy Wilder           | États-Unis |
| 1951  | 9.  | Édouard et Caroline                    | Jacques Becker         | France     |
| 1951  | 10. | Les Onze Fioretti de François d'Assise | Roberto Rossellini     | Italie     |

| Année | #   | Film                             | Réalisateur      | Pays               |
| ----- | --- | -------------------------------- | ---------------- | ------------------ |
| 1954  | 1.  | Tourments                        | Luis Buñuel      | Mexique            |
| 1954  | 2.  | Touchez pas au grisbi            | Jacques Becker   | France             |
| 1954  | 3.  | Monsieur Ripois                  | René Clément     | France Royaume-Uni |
| 1954  | 4.  | L'Équipée sauvage                | László Benedek   | États-Unis         |
| 1954  | 5.  | Les hommes préfèrent les blondes | Howard Hawks     | États-Unis         |
| 1954  | 6.  | Les Vitelloni                    | Federico Fellini | France Italie      |
| 1954  | 7.  | Une femme qui s'affiche          | George Cukor     | États-Unis         |
| 1954  | 8.  | La Femme au gardénia             | Fritz Lang       | États-Unis         |
| 1954  | 9.  | Les Aventures de Robinson Crusoé | Luis Buñuel      | Mexique            |
| 1954  | 10. | La Mère                          | Mikio Naruse     | Japon              |

| Année | #   | Film                      | Réalisateur          | Pays       |
| ----- | --- | ------------------------- | -------------------- | ---------- |
| 1955  | 1.  | Voyage en Italie          | Roberto Rossellini   | Italie     |
| 1955  | 2.  | Ordet                     | Carl Theodor Dreyer  | Danemark   |
| 1955  | 3.  | Le Grand Couteau          | Robert Aldrich       | États-Unis |
| 1955  | 4.  | Lola Montès               | Max Ophuls           | France     |
| 1955  | 5.  | Fenêtre sur cour          | Alfred Hitchcock     | États-Unis |
| 1955  | 6.  | Les Mauvaises Rencontres  | Alexandre Astruc     | France     |
| 1955  | 7.  | La strada                 | Federico Fellini     | Italie     |
| 1955  | 8.  | La Comtesse aux pieds nus | Joseph L. Mankiewicz | États-Unis |
| 1955  | 9.  | Johnny Guitare            | Nicholas Ray         | États-Unis |
| 1955  | 10. | En quatrième vitesse      | Robert Aldrich       | États-Unis |

| Année | #   | Film                             | Réalisateur        | Pays       |
| ----- | --- | -------------------------------- | ------------------ | ---------- |
| 1956  | 1.  | Un condamné à mort s'est échappé | Robert Bresson     | France     |
| 1956  | 2.  | Elena et les Hommes              | Jean Renoir        | France     |
| 1956  | 3.  | La Fureur de vivre               | Nicholas Ray       | États-Unis |
| 1956  | 4.  | Mr Arkadin                       | Orson Welles       | États-Unis |
| 1956  | 5.  | Senso                            | Luchino Visconti   | Italie     |
| 1956  | 6.  | Sourires d'une nuit d'été        | Ingmar Bergman     | Suède      |
| 1956  | 7.  | Il bidone                        | Federico Fellini   | Italie     |
| 1956  | 8.  | L'Amore                          | Roberto Rossellini | Italie     |
| 1956  | 9.  | Picnic                           | Joshua Logan       | États-Unis |
| 1956  | 10. | La Peur                          | Roberto Rossellini | Italie     |

| Année | #   | Film                                     | Réalisateur      | Pays       |
| ----- | --- | ---------------------------------------- | ---------------- | ---------- |
| 1957  | 1.  | Un roi à New York                        | Charles Chaplin  | États-Unis |
| 1957  | 2.  | La Blonde explosive                      | Frank Tashlin    | États-Unis |
| 1957  | 3.  | Les Nuits de Cabiria                     | Federico Fellini | Italie     |
| 1957  | 4.  | Le Faux Coupable                         | Alfred Hitchcock | États-Unis |
| 1957  | 5.  | La Vie criminelle d'Archibald de la Cruz | Luis Buñuel      | Mexique    |
| 1957  | 6.  | La Nuit des Forains                      | Ingmar Bergman   | Suède      |
| 1957  | 7.  | Derrière le miroir                       | Nicholas Ray     | États-Unis |
| 1957  | 8.  | La Blonde et Moi                         | Frank Tashlin    | États-Unis |
| 1957  | 9.  | L'Invraisemblable Vérité                 | Fritz Lang       | États-Unis |
| 1957  | 10. | Douze Hommes en colère                   | Sidney Lumet     | États-Unis |

| Année | #   | Film                         | Réalisateur            | Pays                   |
| ----- | --- | ---------------------------- | ---------------------- | ---------------------- |
| 1958  | 1.  | La Soif du mal               | Orson Welles           | États-Unis             |
| 1958  | 2.  | Le Septième Sceau            | Ingmar Bergman         | Suède                  |
| 1958  | 3.  | Nuits blanches               | Luchino Visconti       | Italie                 |
| 1958  | 4.  | Le Cri                       | Michelangelo Antonioni | Italie                 |
| 1958  | 5.  | Bonjour tristesse            | Otto Preminger         | Royaume-Uni États-Unis |
| 1958  | 6.  | Rêves de femmes              | Ingmar Bergman         | Suède                  |
| 1958  | 7.  | Une vie                      | Alexandre Astruc       | France                 |
| 1958  | 8.  | Mon oncle                    | Jacques Tati           | France                 |
| 1958  | 9.  | Un Américain bien tranquille | Joseph L. Mankiewicz   | États-Unis             |
| 1958  | 10. | Jeux d'été                   | Ingmar Bergman         | Suède                  |

| Année | #   | Film                                       | Réalisateur        | Pays                 |
| ----- | --- | ------------------------------------------ | ------------------ | -------------------- |
| 1959  | 1.  | Les Contes de la lune vague après la pluie | Kenji Mizoguchi    | Japon                |
| 1959  | 2.  | Hiroshima mon amour                        | Alain Resnais      | France               |
| 1959  | 3.  | Ivan le Terrible                           | Sergueï Eisenstein | Union soviétique     |
| 1959  | 4.  | Pickpocket                                 | Robert Bresson     | France               |
| 1959  | 5.  | Les 400 Coups                              | François Truffaut  | France               |
| 1959  | 6.  | Rio Bravo                                  | Howard Hawks       | États-Unis           |
| 1959  | 7.  | Les Fraises sauvages                       | Ingmar Bergman     | Suède                |
| 1959  | 8.  | Sueurs froides                             | Alfred Hitchcock   | États-Unis           |
| 1959  | 9.  | L'Impératrice Yang Kwei-Fei                | Kenji Mizoguchi    | Japon                |
| 1959  | 10. | Le Tigre du Bengale                        | Fritz Lang         | Allemagne de l'Ouest |

### Années 1960
| Année | #   | Film                            | Réalisateur                            | Pays             |
| ----- | --- | ------------------------------- | -------------------------------------- | ---------------- |
| 1960  | 1.  | L'Intendant Sansho              | Kenji Mizoguchi                        | Japon            |
| 1960  | 2.  | L'avventura                     | Michelangelo Antonioni                 | Italie           |
| 1960  | 3.  | À bout de souffle               | Jean-Luc Godard                        | France           |
| 1960  | 4.  | Tirez sur le pianiste           | François Truffaut                      | France           |
| 1960  | 5.  | Le Poème de la mer              | Alexandre Dovjenko et Ioulia Solntseva | Union soviétique |
| 1960  | 6.  | Les Bonnes Femmes               | Claude Chabrol                         | France           |
| 1960  | 6.  | Nazarín                         | Luis Buñuel                            | Mexique          |
| 1960  | 8.  | Les Contrebandiers de Moonfleet | Fritz Lang                             | États-Unis       |
| 1960  | 9.  | Psychose                        | Alfred Hitchcock                       | États-Unis       |
| 1960  | 10. | Le Trou                         | Jacques Becker                         | France           |

| Année | #   | Film                         | Réalisateur            | Pays             |
| ----- | --- | ---------------------------- | ---------------------- | ---------------- |
| 1961  | 1.  | Lola                         | Jacques Demy           | France           |
| 1961  | 2.  | Une femme est une femme      | Jean-Luc Godard        | France           |
| 1961  | 3.  | Paris nous appartient        | Jacques Rivette        | France           |
| 1961  | 4.  | Rocco et ses frères          | Luchino Visconti       | Italie           |
| 1961  | 5.  | Le Héros sacrilège           | Kenji Mizoguchi        | Japon            |
| 1961  | 6.  | Le Cheval qui pleure         | Marc Donskoï           | Union soviétique |
| 1961  | 7.  | La Nuit                      | Michelangelo Antonioni | Italie           |
| 1961  | 8.  | L'Année dernière à Marienbad | Alain Resnais          | France           |
| 1961  | 9.  | Elmer Gantry le charlatan    | Richard Brooks         | États-Unis       |
| 1961  | 10. | Les Deux Cavaliers           | John Ford              | États-Unis       |

| Année | #   | Film                | Réalisateur        | Pays            |
| ----- | --- | ------------------- | ------------------ | --------------- |
| 1962  | 1.  | Vivre sa vie        | Jean-Luc Godard    | France          |
| 1962  | 2.  | Jules et Jim        | François Truffaut  | France          |
| 1962  | 3.  | Hatari !            | Howard Hawks       | États-Unis      |
| 1962  | 4.  | Viridiana           | Luis Buñuel        | Espagne Mexique |
| 1962  | 5.  | Le Signe du Lion    | Éric Rohmer        | France          |
| 1962  | 6.  | Le Fleuve Sauvage   | Elia Kazan         | États-Unis      |
| 1962  | 7.  | Le Procès           | Orson Welles       | États-Unis      |
| 1962  | 8.  | À travers le miroir | Ingmar Bergman     | Suède           |
| 1962  | 9.  | Le Caporal épinglé  | Jean Renoir        | France          |
| 1962  | 10. | Vanina Vanini       | Roberto Rossellini | Italie          |

| Année | #   | Film                           | Réalisateur      | Pays       |
| ----- | --- | ------------------------------ | ---------------- | ---------- |
| 1963  | 1.  | Le Mépris                      | Jean-Luc Godard  | France     |
| 1963  | 2.  | Les Oiseaux                    | Alfred Hitchcock | États-Unis |
| 1963  | 3.  | L'Ange exterminateur           | Luis Buñuel      | Mexique    |
| 1963  | 4.  | Adieu Philippine               | Jacques Rozier   | France     |
| 1963  | 5.  | Procès de Jeanne d'Arc         | Robert Bresson   | France     |
| 1963  | 6.  | Muriel ou le Temps d'un retour | Alain Resnais    | France     |
| 1963  | 7.  | Docteur Jerry et Mister Love   | Jerry Lewis      | États-Unis |
| 1963  | 8.  | Les Carabiniers                | Jean-Luc Godard  | France     |
| 1963  | 9.  | Salvatore Giuliano             | Francesco Rosi   | Italie     |
| 1963  | 10. | Huit et demi                   | Federico Fellini | Italie     |

| Année | #   | Film                         | Réalisateur            | Pays        |
| ----- | --- | ---------------------------- | ---------------------- | ----------- |
| 1964  | 1.  | Bande à part                 | Jean-Luc Godard        | France      |
| 1964  | 2.  | Gertrud                      | Carl Theodor Dreyer    | Danemark    |
| 1964  | 3.  | Pas de printemps pour Marnie | Alfred Hitchcock       | États-Unis  |
| 1964  | 4.  | Une femme mariée             | Jean-Luc Godard        | France      |
| 1964  | 5.  | Le Sport favori de l'homme   | Howard Hawks           | États-Unis  |
| 1964  | 6.  | Le Désert rouge              | Michelangelo Antonioni | Italie      |
| 1964  | 7.  | America, America             | Elia Kazan             | États-Unis  |
| 1964  | 8.  | Le Silence                   | Ingmar Bergman         | Suède       |
| 1964  | 9.  | Toutes ses femmes            | Ingmar Bergman         | Suède       |
| 1964  | 10. | The Servant                  | Joseph Losey           | Royaume-Uni |

| Année | #   | Film                                           | Réalisateur         | Pays       |
| ----- | --- | ---------------------------------------------- | ------------------- | ---------- |
| 1965  | 1.  | Pierrot le Fou                                 | Jean-Luc Godard     | France     |
| 1965  | 2.  | Sandra                                         | Luchino Visconti    | Italie     |
| 1965  | 3.  | Les Communiants                                | Ingmar Bergman      | Suède      |
| 1965  | 4.  | Gare du Nord (segment du film Paris vu par...) | Jean Rouch          | France     |
| 1965  | 5.  | Alphaville                                     | Jean-Luc Godard     | France     |
| 1965  | 6.  | Lilith                                         | Robert Rossen       | États-Unis |
| 1965  | 7.  | Shock Corridor                                 | Samuel Fuller       | États-Unis |
| 1965  | 8.  | Les Tontons farceurs                           | Jerry Lewis         | États-Unis |
| 1965  | 9.  | L'Évangile selon Saint Matthieu                | Pier Paolo Pasolini | Italie     |
| 1965  | 10. | Le Bonheur                                     | Agnès Varda         | France     |

| Année | #   | Film                              | Réalisateur                          | Pays                 |
| ----- | --- | --------------------------------- | ------------------------------------ | -------------------- |
| 1966  | 1.  | Au hasard Balthazar               | Robert Bresson                       | France               |
| 1966  | 2.  | Walkover                          | Jerzy Skolimowski                    | Pologne              |
| 1966  | 3.  | Non réconciliés                   | Jean-Marie Straub et Danièle Huillet | Allemagne de l'Ouest |
| 1966  | 4.  | Masculin féminin                  | Jean-Luc Godard                      | France               |
| 1966  | 5.  | L'Homme au crâne rasé             | André Delvaux                        | Belgique             |
| 1966  | 6.  | Frontière chinoise                | John Ford                            | États-Unis           |
| 1966  | 7.  | La Prise de pouvoir par Louis XIV | Roberto Rossellini                   | France               |
| 1966  | 8.  | Le Rideau déchiré                 | Alfred Hitchcock                     | États-Unis           |
| 1966  | 9.  | Ligne rouge 7000                  | Howard Hawks                         | États-Unis           |
| 1966  | 10. | Les Poings dans les poches        | Marco Bellocchio                     | Italie               |

| Année | #   | Film                                    | Réalisateur     | Pays            |
| ----- | --- | --------------------------------------- | --------------- | --------------- |
| 1967  | 1.  | Persona                                 | Ingmar Bergman  | Suède           |
| 1967  | 2.  | Belle de jour                           | Luis Buñuel     | France          |
| 1967  | 3.  | Week-end                                | Jean-Luc Godard | France          |
| 1967  | 4.  | La Chasse au lion à l'arc               | Jean Rouch      | France          |
| 1967  | 5.  | Playtime                                | Jacques Tati    | France          |
| 1967  | 6.  | Jerry la grande gueule                  | Jerry Lewis     | États-Unis      |
| 1967  | 7.  | Les Petites Marguerites                 | Věra Chytilová  | Tchécoslovaquie |
| 1967  | 7.  | La Religieuse                           | Jacques Rivette | France          |
| 1967  | 9.  | Deux ou trois choses que je sais d'elle | Jean-Luc Godard | France          |
| 1967  | 10. | La Chinoise                             | Jean-Luc Godard | France          |

| Année | #   | Film                                                    | Réalisateur                          | Pays                 |
| ----- | --- | ------------------------------------------------------- | ------------------------------------ | -------------------- |
| 1968  | 1.  | Chronique d'Anna Magdalena Bach                         | Jean-Marie Straub et Danièle Huillet | Allemagne de l'Ouest |
| 1968  | 2.  | Prima della rivoluzione                                 | Bernardo Bertolucci                  | Italie               |
| 1968  | 3.  | En marge                                                | Robert Kramer                        | États-Unis           |
| 1968  | 4.  | Toby Dammit (segment du film Histoires extraordinaires) | Federico Fellini                     | Italie               |
| 1968  | 5.  | Il ne faut pas mourir pour ça (en)                      | Jean Pierre Lefebvre                 | Canada               |
| 1968  | 6.  | Le Règne du jour                                        | Pierre Perrault                      | Canada               |
| 1968  | 7.  | La Barrière                                             | Jerzy Skolimowski                    | Pologne              |
| 1968  | 8.  | Baisers volés                                           | François Truffaut                    | France               |
| 1968  | 9.  | L'Ouragan de la vengeance                               | Monte Hellman                        | États-Unis           |
| 1968  | 10. | La mariée était en noir                                 | François Truffaut                    | France               |
| 1968  | 10. | Les Contrebandières                                     | Luc Moullet                          | France               |

### Années 1980
| Année | #   | Film                                   | Réalisateur          | Pays                 |
| ----- | --- | -------------------------------------- | -------------------- | -------------------- |
| 1981  | 1.  | La Femme de l'aviateur                 | Éric Rohmer          | France               |
| 1981  | 1.  | Francisca                              | Manoel de Oliveira   | Portugal             |
| 1981  | 3.  | Hôtel des Amériques                    | André Téchiné        | France               |
| 1981  | 3.  | La Tragédie d'un homme ridicule        | Bernardo Bertolucci  | Italie               |
| 1981  | 5.  | Allemagne, mère blafarde               | Helma Sanders-Brahms | Allemagne de l'Ouest |
| 1981  | 5.  | La Femme d'à côté                      | François Truffaut    | France               |
| 1981  | 7.  | Stalker                                | Andreï Tarkovski     | Union soviétique     |
| 1981  | 8.  | Le Salon de musique                    | Satyajit Ray         | Inde                 |
| 1981  | 8.  | Raging Bull                            | Martin Scorsese      | États-Unis           |
| 1981  | 10. | Gloria                                 | John Cassavetes      | États-Unis           |
| 1981  | 10. | In girum imus nocte et consumimur igni | Guy Debord           | France               |
| 1981  | 10. | Palermo                                | Werner Schroeter     | Allemagne de l'Ouest |
| 1981  | 10. | Les Ailes de la colombe                | Benoît Jacquot       | France               |

| Année | #   | Film                           | Réalisateur            | Pays                 |
| ----- | --- | ------------------------------ | ---------------------- | -------------------- |
| 1982  | 1.  | Une chambre en ville           | Jacques Demy           | France               |
| 1982  | 2.  | Travail au noir                | Jerzy Skolimowski      | Royaume-Uni          |
| 1982  | 2.  | Passion                        | Jean-Luc Godard        | France               |
| 1982  | 4.  | White Dog                      | Samuel Fuller          | États-Unis           |
| 1982  | 5.  | Sayat Nova                     | Sergueï Paradjanov     | Union soviétique     |
| 1982  | 5.  | Identification d'une femme     | Michelangelo Antonioni | Italie               |
| 1982  | 5.  | Le Pont du Nord                | Jacques Rivette        | France               |
| 1982  | 8.  | Parsifal                       | Hans-Jürgen Syberberg  | Allemagne de l'Ouest |
| 1982  | 9.  | Les Trois Couronnes du matelot | Raoul Ruiz             | France               |
| 1982  | 10. | Le Beau Mariage                | Éric Rohmer            | France               |

| Année | #   | Film                           | Réalisateur                          | Pays              |
| ----- | --- | ------------------------------ | ------------------------------------ | ----------------- |
| 1983  | 1.  | À nos amours                   | Maurice Pialat                       | France            |
| 1983  | 1.  | L'Argent                       | Robert Bresson                       | France            |
| 1983  | 3.  | Furyo                          | Nagisa Ōshima                        | Royaume-Uni Japon |
| 1983  | 3.  | Un jeu brutal                  | Jean-Claude Brisseau                 | France            |
| 1983  | 5.  | La Valse des pantins           | Martin Scorsese                      | États-Unis        |
| 1983  | 5.  | Pauline à la plage             | Éric Rohmer                          | France            |
| 1983  | 7.  | L'Enfant Secret                | Philippe Garrel                      | France            |
| 1983  | 7.  | Faux-Fuyants                   | Alain Bergala et Jean-Pierre Limosin | France            |
| 1983  | 7.  | Les Trois Couronnes du matelot | Raoul Ruiz                           | France            |
| 1983  | 10. | T'es fou Jerry                 | Jerry Lewis                          | États-Unis        |
| 1983  | 10. | Fanny et Alexandre             | Ingmar Bergman                       | Suède             |

| Année | #   | Film                          | Réalisateur                          | Pays                 |
| ----- | --- | ----------------------------- | ------------------------------------ | -------------------- |
| 1984  | 1.  | Les Nuits de la pleine lune   | Éric Rohmer                          | France               |
| 1984  | 2.  | Amerika, rapports de classe   | Jean-Marie Straub et Danièle Huillet | Allemagne de l'Ouest |
| 1984  | 3.  | Biquefarre                    | Georges Rouquier                     | France               |
| 1984  | 3.  | Prénom Carmen                 | Jean-Luc Godard                      | France               |
| 1984  | 3.  | Liberté, la nuit              | Philippe Garrel                      | France               |
| 1984  | 6.  | Rusty James                   | Francis Ford Coppola                 | États-Unis           |
| 1984  | 7.  | E la nave va                  | Federico Fellini                     | Italie               |
| 1984  | 7.  | Paris, Texas                  | Wim Wenders                          | Allemagne de l'Ouest |
| 1984  | 7.  | L'Étoffe des héros            | Philip Kaufman                       | États-Unis           |
| 1984  | 10. | Il était une fois en Amérique | Sergio Leone                         | Italie États-Unis    |

| Année | #   | Film                   | Réalisateur      | Pays       |
| ----- | --- | ---------------------- | ---------------- | ---------- |
| 1985  | 1.  | Je vous salue, Marie   | Jean-Luc Godard  | France     |
| 1985  | 2.  | Détective              | Jean-Luc Godard  | France     |
| 1985  | 3.  | L'Année du Dragon      | Michael Cimino   | États-Unis |
| 1985  | 4.  | Après la répétition    | Ingmar Bergman   | Suède      |
| 1985  | 5.  | Love Streams           | John Cassavetes  | États-Unis |
| 1985  | 6.  | La Maison et le Monde  | Satyajit Ray     | Inde       |
| 1985  | 7.  | Les Amants terribles   | Danièle Dubroux  | France     |
| 1985  | 8.  | Les Enfants            | Marguerite Duras | France     |
| 1985  | 9.  | Ran                    | Akira Kurosawa   | Japon      |
| 1985  | 10. | Les Favoris de la lune | Otar Iosseliani  | France     |
| 1985  | 10. | Rendez-vous            | André Téchiné    | France     |

| Année | #  | Film                                                | Réalisateur                          | Pays             |
| ----- | -- | --------------------------------------------------- | ------------------------------------ | ---------------- |
| 1986  | 1. | Le Rayon vert                                       | Éric Rohmer                          | France           |
| 1986  | 2. | La Légende de la forteresse de Souram               | Sergueï Paradjanov et Dodo Abachidze | Union soviétique |
| 1986  | 2. | Le Sacrifice                                        | Andreï Tarkovski                     | Union soviétique |
| 1986  | 4. | Double messieurs                                    | Jean-François Stévenin               | France           |
| 1986  | 5. | Mauvais Sang                                        | Leos Carax                           | France           |
| 1986  | 5. | Maine Océan                                         | Jacques Rozier                       | France           |
| 1986  | 7. | Thérèse                                             | Alain Cavalier                       | France           |
| 1986  | 8. | Le Lieu du crime                                    | André Téchiné                        | France           |
| 1986  | 9. | After Hours                                         | Martin Scorsese                      | États-Unis       |
| 1986  | 9. | L'Âme-sœur                                          | Fredi Murer                          | Suisse           |
| 1986  | 9. | Désordre                                            | Olivier Assayas                      | France           |
| 1986  | 9. | Gardien de la nuit                                  | Jean-Pierre Limosin                  | France           |
| 1986  | 9. | Grandeur et décadence d'un petit commerce de cinéma | Jean-Luc Godard                      | France           |

| Année | #   | Film                                      | Réalisateur                          | Pays                     |
| ----- | --- | ----------------------------------------- | ------------------------------------ | ------------------------ |
| 1987  | 1.  | Sous le soleil de Satan                   | Maurice Pialat                       | France                   |
| 1987  | 2.  | La Mort d'Empédocle                       | Jean-Marie Straub et Danièle Huillet | Allemagne de l'Ouest     |
| 1987  | 2.  | Intervista                                | Federico Fellini                     | Italie                   |
| 1987  | 2.  | Les Ailes du désir                        | Wim Wenders                          | Allemagne de l'Ouest     |
| 1987  | 5.  | Le Dernier Empereur                       | Bernardo Bertolucci                  | Chine Royaume-Uni Italie |
| 1987  | 6.  | Quatre Aventures de Reinette et Mirabelle | Éric Rohmer                          | France                   |
| 1987  | 6.  | Full Metal Jacket                         | Stanley Kubrick                      | Royaume-Uni États-Unis   |
| 1987  | 6.  | Yeelen                                    | Souleymane Cissé                     | Mali                     |
| 1987  | 9.  | La messe est finie                        | Nanni Moretti                        | Italie                   |
| 1987  | 10. | Blue Velvet                               | David Lynch                          | États-Unis               |
| 1987  | 10. | La Couleur de l'argent                    | Martin Scorsese                      | États-Unis               |
| 1987  | 10. | King Lear                                 | Jean-Luc Godard                      | États-Unis               |
| 1987  | 10. | Un adieu portugais                        | João Botelho                         | Portugal                 |
| 1987  | 10. | Noce en Galilée                           | Michel Khleifi                       | Palestine                |

| Année | #  | Film                                   | Réalisateur                          | Pays             |
| ----- | -- | -------------------------------------- | ------------------------------------ | ---------------- |
| 1988  | 1. | Bird                                   | Clint Eastwood                       | États-Unis       |
| 1988  | 2. | De bruit et de fureur                  | Jean-Claude Brisseau                 | France           |
| 1988  | 2. | Tu ne tueras point                     | Krzysztof Kieślowski                 | Pologne          |
| 1988  | 2. | Une affaire de femmes                  | Claude Chabrol                       | France           |
| 1988  | 5. | Gens de Dublin                         | John Huston                          | États-Unis       |
| 1988  | 5. | Trois places pour le 26                | Jacques Demy                         | France           |
| 1988  | 5. | Urgences                               | Raymond Depardon                     | France           |
| 1988  | 5. | Qui veut la peau de Roger Rabbit       | Robert Zemeckis                      | États-Unis       |
| 1988  | 9. | L'Amoureuse                            | Jacques Doillon                      | France           |
| 1988  | 9. | Achik Kérib, conte d'un poète amoureux | Sergueï Paradjanov et Dodo Abachidze | Union soviétique |

| Année | #   | Film                | Réalisateur        | Pays             |
| ----- | --- | ------------------- | ------------------ | ---------------- |
| 1989  | 1.  | Palombella rossa    | Nanni Moretti      | Italie           |
| 1989  | 1.  | Do the Right Thing  | Spike Lee          | États-Unis       |
| 1989  | 3.  | La Bande des quatre | Jacques Rivette    | France           |
| 1989  | 3.  | Faux-semblants      | David Cronenberg   | Canada           |
| 1989  | 5.  | Les Cannibales      | Manoel de Oliveira | Portugal         |
| 1989  | 5.  | Yaaba               | Idrissa Ouedraogo  | Burkina Faso     |
| 1989  | 7.  | Désir meurtrier     | Shōhei Imamura     | Japon            |
| 1989  | 7.  | Peaux de vache      | Patricia Mazuy     | France           |
| 1989  | 7.  | La Petite Véra      | Vassili Pitchoul   | Union soviétique |
| 1989  | 10. | Voyageur malgré lui | Lawrence Kasdan    | États-Unis       |
| 1989  | 10. | I Want to Go Home   | Alain Resnais      | France           |
| 1989  | 10. | Le Temps des Gitans | Emir Kusturica     | Yougoslavie      |

### Années 1990
| Année | #  | Film                                | Réalisateur        | Pays             |
| ----- | -- | ----------------------------------- | ------------------ | ---------------- |
| 1990  | 1. | Bouge pas, meurs, ressuscite        | Vitali Kanevski    | Union soviétique |
| 1990  | 1. | Le Petit Criminel                   | Jacques Doillon    | France           |
| 1990  | 3. | Les Affranchis                      | Martin Scorsese    | États-Unis       |
| 1990  | 3. | Nouvelle Vague                      | Jean-Luc Godard    | France           |
| 1990  | 5. | Alexandrie encore et toujours       | Youssef Chahine    | Égypte           |
| 1990  | 5. | L'Étoile cachée                     | Ritwik Ghatak      | Inde             |
| 1990  | 5. | Non ou la Vaine gloire de commander | Manoel de Oliveira | Portugal         |
| 1990  | 8. | Crimes et Délits                    | Woody Allen        | États-Unis       |
| 1990  | 8. | La Désenchantée                     | Benoît Jacquot     | France           |
| 1990  | 8. | Rêves                               | Akira Kurosawa     | Japon            |

| Année | #   | Film                      | Réalisateur          | Pays       |
| ----- | --- | ------------------------- | -------------------- | ---------- |
| 1991  | 1.  | Van Gogh                  | Maurice Pialat       | France     |
| 1991  | 2.  | Miller's Crossing         | Joel et Ethan Coen   | États-Unis |
| 1991  | 3.  | Barton Fink               | Joel et Ethan Coen   | États-Unis |
| 1991  | 4.  | Le Parrain, 3e partie     | Francis Ford Coppola | États-Unis |
| 1991  | 5.  | Close-up                  | Abbas Kiarostami     | Iran       |
| 1991  | 6.  | J'entends plus la guitare | Philippe Garrel      | France     |
| 1991  | 7.  | Edward aux mains d'argent | Tim Burton           | États-Unis |
| 1991  | 8.  | Rhapsodie en août         | Akira Kurosawa       | Japon      |
| 1991  | 9.  | Les Amants du Pont-Neuf   | Leos Carax           | France     |
| 1991  | 10. | Paris s'éveille           | Olivier Assayas      | France     |

| Année | #   | Film                    | Réalisateur         | Pays       |
| ----- | --- | ----------------------- | ------------------- | ---------- |
| 1992  | 1.  | Impitoyable             | Clint Eastwood      | États-Unis |
| 1992  | 2.  | Le Visiteur             | Satyajit Ray        | Inde       |
| 1992  | 3.  | Et la vie continue      | Abbas Kiarostami    | Iran       |
| 1992  | 4.  | Maris et Femmes         | Woody Allen         | États-Unis |
| 1992  | 5.  | Border Line             | Danièle Dubroux     | France     |
| 1992  | 5.  | Les Nuits fauves        | Cyril Collard       | France     |
| 1992  | 5.  | La Sentinelle           | Arnaud Desplechin   | France     |
| 1992  | 8.  | La Chasse aux papillons | Otar Iosseliani     | France     |
| 1992  | 8.  | Conte d'hiver           | Éric Rohmer         | France     |
| 1992  | 10. | A Brighter Summer Day   | Edward Yang         | Taïwan     |
| 1992  | 10. | La Maison du sourire    | Marco Ferreri       | Italie     |
| 1992  | 10. | Le Mirage               | Jean-Claude Guiguet | France     |
| 1992  | 10. | Le Chêne                | Lucian Pintilie     | Roumanie   |

| Année | #   | Film                                 | Réalisateur        | Pays       |
| ----- | --- | ------------------------------------ | ------------------ | ---------- |
| 1993  | 1.  | Un monde parfait                     | Clint Eastwood     | États-Unis |
| 1993  | 2.  | Val Abraham                          | Manoel de Oliveira | Portugal   |
| 1993  | 3.  | L'Arbre, le Maire et la Médiathèque  | Éric Rohmer        | France     |
| 1993  | 4.  | Smoking/No Smoking                   | Alain Resnais      | France     |
| 1993  | 5.  | Le Pays des sourds                   | Nicolas Philibert  | France     |
| 1993  | 6.  | Des jours et des nuits dans la forêt | Satyajit Ray       | Inde       |
| 1993  | 7.  | Mad Dog and Glory                    | John McNaughton    | États-Unis |
| 1993  | 8.  | Innocent Blood                       | John Landis        | États-Unis |
| 1993  | 9.  | Bad Lieutenant                       | Abel Ferrara       | États-Unis |
| 1993  | 10. | Hélas pour moi                       | Jean-Luc Godard    | France     |

| Année | #   | Film                               | Réalisateur      | Pays       |
| ----- | --- | ---------------------------------- | ---------------- | ---------- |
| 1994  | 1.  | Journal intime                     | Nanni Moretti    | Italie     |
| 1994  | 2.  | J'ai pas sommeil                   | Claire Denis     | France     |
| 1994  | 3.  | L'Impasse                          | Brian De Palma   | États-Unis |
| 1994  | 4.  | Les Roseaux sauvages               | André Téchiné    | France     |
| 1994  | 5.  | L'Étrange Noël de monsieur Jack    | Henry Selick     | États-Unis |
| 1994  | 6.  | Travolta et moi                    | Patricia Mazuy   | France     |
| 1994  | 7.  | L'Enfer                            | Claude Chabrol   | France     |
| 1994  | 8.  | Jeanne la Pucelle                  | Jacques Rivette  | France     |
| 1994  | 9.  | US Go Home                         | Claire Denis     | France     |
| 1994  | 10. | Petits Arrangements avec les morts | Pascale Ferran   | France     |
| 1994  | 10. | M. Butterfly                       | David Cronenberg | Canada     |

| Année | #   | Film                    | Réalisateur      | Pays       |
| ----- | --- | ----------------------- | ---------------- | ---------- |
| 1995  | 1.  | La Cérémonie            | Claude Chabrol   | France     |
| 1995  | 2.  | Le Garçu                | Maurice Pialat   | France     |
| 1995  | 3.  | Waati                   | Souleymane Cissé | Mali       |
| 1995  | 4.  | Sur la route de Madison | Clint Eastwood   | États-Unis |
| 1995  | 5.  | Oublie-moi              | Noémie Lvovsky   | France     |
| 1995  | 6.  | La Fleur de mon secret  | Pedro Almodóvar  | Espagne    |
| 1995  | 7.  | Sonatine                | Takeshi Kitano   | Japon      |
| 1995  | 8.  | Ed Wood                 | Tim Burton       | États-Unis |
| 1995  | 9.  | Au travers des oliviers | Abbas Kiarostami | Iran       |
| 1995  | 10. | L'Antre de la folie     | John Carpenter   | États-Unis |

| Année | #  | Film                                            | Réalisateur         | Pays       |
| ----- | -- | ----------------------------------------------- | ------------------- | ---------- |
| 1996  | 1. | Crash                                           | David Cronenberg    | Canada     |
| 1996  | 2. | For Ever Mozart                                 | Jean-Luc Godard     | France     |
| 1996  | 3. | Casino                                          | Martin Scorsese     | États-Unis |
| 1996  | 4. | Comment je me suis disputé... (ma vie sexuelle) | Arnaud Desplechin   | France     |
| 1996  | 5. | La Comédie de Dieu                              | João César Monteiro | Portugal   |
| 1996  | 6. | Dead Man                                        | Jim Jarmusch        | États-Unis |
| 1996  | 7. | Les Voleurs                                     | André Téchiné       | France     |
| 1996  | 8. | Mission: Impossible                             | Brian De Palma      | États-Unis |
| 1996  | 9. | Encore                                          | Pascal Bonitzer     | France     |
| 1996  | 9. | Parfait Amour !                                 | Catherine Breillat  | France     |
| 1996  | 9. | N'oublie pas que tu vas mourir                  | Xavier Beauvois     | France     |

| Année | #  | Film                   | Réalisateur      | Pays       |
| ----- | -- | ---------------------- | ---------------- | ---------- |
| 1997  | 1. | Hana-bi                | Takeshi Kitano   | Japon      |
| 1997  | 2. | Goodbye South, Goodbye | Hou Hsiao-hsien  | Taïwan     |
| 1997  | 3. | Lost Highway           | David Lynch      | États-Unis |
| 1997  | 4. | L'Anguille             | Shōhei Imamura   | Japon      |
| 1997  | 4. | La Rivière             | Tsai Ming-liang  | Taïwan     |
| 1997  | 6. | On connaît la chanson  | Alain Resnais    | France     |
| 1997  | 6. | Le Septième Ciel       | Benoît Jacquot   | France     |
| 1997  | 6. | Le Goût de la cerise   | Abbas Kiarostami | Iran       |
| 1997  | 9. | Happy Together         | Wong Kar-wai     | Hong Kong  |
| 1997  | 9. | Volte-Face             | John Woo         | États-Unis |
| 1997  | 9. | Scream                 | Wes Craven       | États-Unis |

| Année | #   | Film                                    | Réalisateur        | Pays       |
| ----- | --- | --------------------------------------- | ------------------ | ---------- |
| 1998  | 1.  | Les Fleurs de Shanghai                  | Hou Hsiao-hsien    | Taïwan     |
| 1998  | 2.  | Dr. Akagi                               | Shōhei Imamura     | Japon      |
| 1998  | 3.  | Conte d'Automne                         | Éric Rohmer        | France     |
| 1998  | 3.  | Minuit dans le jardin du bien et du mal | Clint Eastwood     | États-Unis |
| 1998  | 5.  | Inquiétude                              | Manoel de Oliveira | Portugal   |
| 1998  | 5.  | Sue perdue dans Manhattan               | Amos Kollek        | États-Unis |
| 1998  | 7.  | L'Ennui                                 | Cédric Kahn        | France     |
| 1998  | 7.  | Velvet Goldmine                         | Todd Haynes        | États-Unis |
| 1998  | 9.  | Snake Eyes                              | Brian De Palma     | États-Unis |
| 1998  | 10. | Ossos                                   | Pedro Costa        | Portugal   |
| 1998  | 10. | Jackie Brown                            | Quentin Tarantino  | États-Unis |
| 1998  | 10. | Titanic                                 | James Cameron      | États-Unis |
| 1998  | 10. | L'Arrière pays                          | Jacques Nolot      | France     |

| Année | #   | Film                   | Réalisateur                          | Pays       |
| ----- | --- | ---------------------- | ------------------------------------ | ---------- |
| 1999  | 1.  | Eyes Wide Shut         | Stanley Kubrick                      | États-Unis |
| 1999  | 2.  | Le vent nous emportera | Abbas Kiarostami                     | Iran       |
| 1999  | 3.  | Sicilia !              | Jean-Marie Straub et Danièle Huillet | Italie     |
| 1999  | 4.  | eXistenZ               | David Cronenberg                     | Canada     |
| 1999  | 5.  | Le Vent de la nuit     | Philippe Garrel                      | France     |
| 1999  | 6.  | Jugé coupable          | Clint Eastwood                       | États-Unis |
| 1999  | 7.  | La Lettre              | Manoel de Oliveira                   | Portugal   |
| 1999  | 8.  | Une histoire vraie     | David Lynch                          | États-Unis |
| 1999  | 9.  | Ghost Dog              | Jim Jarmusch                         | États-Unis |
| 1999  | 10. | Les Noces de Dieu      | João César Monteiro                  | Portugal   |

### Années 2000
| Année | #   | Film                    | Réalisateur          | Pays       |
| ----- | --- | ----------------------- | -------------------- | ---------- |
| 2000  | 1.  | Esther Kahn             | Arnaud Desplechin    | France     |
| 2000  | 2.  | La Captive              | Chantal Akerman      | Belgique   |
| 2000  | 3.  | Man on the Moon         | Miloš Forman         | États-Unis |
| 2000  | 4.  | Mission to Mars         | Brian De Palma       | États-Unis |
| 2000  | 5.  | In the Mood for Love    | Wong Kar-wai         | Hong Kong  |
| 2000  | 6.  | M/Other                 | Nobuhiro Suwa        | Japon      |
| 2000  | 7.  | Yi Yi                   | Edward Yang          | Taïwan     |
| 2000  | 7.  | Virgin Suicides         | Sofia Coppola        | États-Unis |
| 2000  | 9.  | Space Cowboys           | Clint Eastwood       | États-Unis |
| 2000  | 10. | Les Savates du bon Dieu | Jean-Claude Brisseau | France     |

| Année | #   | Film                                | Réalisateur        | Pays       |
| ----- | --- | ----------------------------------- | ------------------ | ---------- |
| 2001  | 1.  | Mulholland Drive                    | David Lynch        | États-Unis |
| 2001  | 2.  | L'Anglaise et le Duc                | Éric Rohmer        | France     |
| 2001  | 3.  | Millennium Mambo                    | Hou Hsiao-hsien    | Taïwan     |
| 2001  | 4.  | Time and Tide                       | Tsui Hark          | Hong Kong  |
| 2001  | 5.  | Je rentre à la maison               | Manoel de Oliveira | Portugal   |
| 2001  | 6.  | Platform                            | Jia Zhangke        | Chine      |
| 2001  | 6.  | Sauvage Innocence                   | Philippe Garrel    | France     |
| 2001  | 8.  | Sobibor, 14 octobre 1943, 16 heures | Claude Lanzmann    | France     |
| 2001  | 9.  | La Chambre du fils                  | Nanni Moretti      | Italie     |
| 2001  | 10. | Christmas                           | Abel Ferrara       | États-Unis |
| 2001  | +   | Loft Story                          | M6                 | France     |

La présence de Loft Story, émission de téléréalité, fut assez discutée,,.
| Année | #   | Film                         | Réalisateur               | Pays       |
| ----- | --- | ---------------------------- | ------------------------- | ---------- |
| 2002  | 1.  | Ten                          | Abbas Kiarostami          | Iran       |
| 2002  | 1.  | Choses secrètes              | Jean-Claude Brisseau      | France     |
| 2002  | 3.  | Blissfully Yours             | Apichatpong Weerasethakul | Thaïlande  |
| 2002  | 4.  | De l'autre côté              | Chantal Akerman           | Belgique   |
| 2002  | 5.  | Le Principe de l'incertitude | Manoel de Oliveira        | Portugal   |
| 2002  | 6.  | Le Sourire de ma mère        | Marco Bellocchio          | Italie     |
| 2002  | 7.  | Parle avec elle              | Pedro Almodóvar           | Espagne    |
| 2002  | 8.  | Spider                       | David Cronenberg          | Canada     |
| 2002  | 8.  | Le Voyage de Chihiro         | Hayao Miyazaki            | Japon      |
| 2002  | 10. | Gerry                        | Gus Van Sant              | États-Unis |
| 2002  | 10. | 24 Heures chrono             | N/A                       | États-Unis |

| Année | #  | Film                                 | Réalisateur               | Pays         |
| ----- | -- | ------------------------------------ | ------------------------- | ------------ |
| 2004  | 1. | Tropical Malady                      | Apichatpong Weerasethakul | Thaïlande    |
| 2004  | 2. | S21, la machine de mort khmère rouge | Rithy Panh                | Cambodge     |
| 2004  | 2. | À l'ouest des rails                  | Wang Bing                 | Chine        |
| 2004  | 2. | Le Village                           | M. Night Shyamalan        | États-Unis   |
| 2004  | 5. | Shara                                | Naomi Kawase              | Japon        |
| 2004  | 6. | The Brown Bunny                      | Vincent Gallo             | États-Unis   |
| 2004  | 6. | Elephant                             | Gus Van Sant              | États-Unis   |
| 2004  | 6. | Rois et Reines                       | Arnaud Desplechin         | France       |
| 2004  | 9. | Café Lumière                         | Hou Hsiao-hsien           | Japon Taïwan |
| 2004  | 9. | Kill Bill : Volume 2                 | Quentin Tarantino         | États-Unis   |
| 2004  | 9. | Sarabande                            | Ingmar Bergman            | Suède        |

| Année | #  | Film                  | Réalisateur                      | Pays         |
| ----- | -- | --------------------- | -------------------------------- | ------------ |
| 2005  | 1. | Last Days             | Gus Van Sant                     | États-Unis   |
| 2005  | 2. | A History of Violence | David Cronenberg                 | Canada       |
| 2005  | 2. | Les Amants réguliers  | Philippe Garrel                  | France       |
| 2005  | 4. | Three Times           | Hou Hsiao-hsien                  | Taïwan       |
| 2005  | 4. | The World             | Jia Zhangke                      | Chine        |
| 2005  | 4. | 1/3 des yeux          | Olivier Zabat                    | France       |
| 2005  | 4. | Le Petit Lieutenant   | Xavier Beauvois                  | France       |
| 2005  | 8. | Be with Me            | Eric Khoo                        | Singapour    |
| 2005  | 8. | Conte de cinéma       | Hong Sang-soo                    | Corée du Sud |
| 2005  | 8. | Sin City              | Frank Miller et Robert Rodriguez | États-Unis   |
| 2005  | 8. | Grizzly Man           | Werner Herzog                    | États-Unis   |

| Année | #   | Film                    | Réalisateur                          | Pays          |
| ----- | --- | ----------------------- | ------------------------------------ | ------------- |
| 2006  | 1.  | Cœurs                   | Alain Resnais                        | France        |
| 2006  | 1.  | Le Soleil               | Alexandre Sokourov                   | Russie        |
| 2006  | 3.  | The Host                | Bong Joon-ho                         | Corée du Sud  |
| 2006  | 4.  | Lady Chatterley         | Pascale Ferran                       | France        |
| 2006  | 5.  | Un couple parfait       | Nobuhiro Suwa                        | Japon France  |
| 2006  | 6.  | Truman Capote           | Bennett Miller                       | États-Unis    |
| 2006  | 6.  | Ces rencontres avec eux | Jean-Marie Straub et Danièle Huillet | France Italie |
| 2006  | 6.  | La Jeune Fille de l'eau | M. Night Shyamalan                   | États-Unis    |
| 2006  | 9.  | Les Infiltrés           | Martin Scorsese                      | États-Unis    |
| 2006  | 10. | Lettres d'Iwo Jima      | Clint Eastwood                       | États-Unis    |
| 2006  | 10. | Mémoires de nos pères   | Clint Eastwood                       | États-Unis    |
| 2006  | 10. | Le Nouveau Monde        | Terrence Malick                      | États-Unis    |

| Année | #   | Film                              | Réalisateur               | Pays            |
| ----- | --- | --------------------------------- | ------------------------- | --------------- |
| 2007  | 1.  | Paranoid Park                     | Gus Van Sant              | États-Unis      |
| 2007  | 2.  | Still Life                        | Jia Zhangke               | Chine           |
| 2007  | 2.  | Boulevard de la mort              | Quentin Tarantino         | États-Unis      |
| 2007  | 2.  | Inland Empire                     | David Lynch               | États-Unis      |
| 2007  | 5.  | La France                         | Serge Bozon               | France          |
| 2007  | 5.  | Zodiac                            | David Fincher             | États-Unis      |
| 2007  | 7.  | Avant que j'oublie                | Jacques Nolot             | France          |
| 2007  | 7.  | Honor de cavallería               | Albert Serra              | Espagne         |
| 2007  | 7.  | Les Amours d'Astrée et de Céladon | Éric Rohmer               | France          |
| 2007  | 10. | Ne touchez pas la hache           | Jacques Rivette           | France          |
| 2007  | 10. | I Don't Want to Sleep Alone       | Tsai Ming-liang           | Malaisie Taïwan |
| 2007  | 10. | Syndromes and a Century           | Apichatpong Weerasethakul | Thaïlande       |

| Année | #   | Film                                  | Réalisateur          | Pays           |
| ----- | --- | ------------------------------------- | -------------------- | -------------- |
| 2008  | 1.  | Redacted                              | Brian De Palma       | États-Unis     |
| 2008  | 2.  | En avant, jeunesse !                  | Pedro Costa          | Portugal       |
| 2008  | 3.  | Cloverfield                           | Matt Reeves          | États-Unis     |
| 2008  | 4.  | No Country for Old Men                | Joel et Ethan Coen   | États-Unis     |
| 2008  | 5.  | Two Lovers                            | James Gray           | États-Unis     |
| 2008  | 6.  | Valse avec Bachir                     | Ari Folman           | Israël         |
| 2008  | 7.  | Dernier Maquis                        | Rabah Ameur-Zaïmeche | Algérie France |
| 2008  | 8.  | Hunger                                | Steve McQueen        | Royaume-Uni    |
| 2008  | 9.  | A Short Film About the Indio Nacional | Raya Martin          | Philippines    |
| 2008  | 10. | De la guerre                          | Bertrand Bonello     | France         |

| Année | #   | Film                                  | Réalisateur          | Pays       |
| ----- | --- | ------------------------------------- | -------------------- | ---------- |
| 2009  | 1.  | Les Herbes folles                     | Alain Resnais        | France     |
| 2009  | 2.  | Vincere                               | Marco Bellocchio     | Italie     |
| 2009  | 3.  | Inglourious Basterds                  | Quentin Tarantino    | États-Unis |
| 2009  | 4.  | Gran Torino                           | Clint Eastwood       | États-Unis |
| 2009  | 5.  | Singularités d'une jeune fille blonde | Manoel de Oliveira   | Portugal   |
| 2009  | 6.  | Tetro                                 | Francis Ford Coppola | États-Unis |
| 2009  | 7.  | Démineurs                             | Kathryn Bigelow      | États-Unis |
| 2009  | 8.  | Le Roi de l'évasion                   | Alain Guiraudie      | France     |
| 2009  | 9.  | Tokyo Sonata                          | Kiyoshi Kurosawa     | Japon      |
| 2009  | 10. | Hadewijch                             | Bruno Dumont         | France     |

### Années 2010
| Année | #   | Film                                                         | Réalisateur               | Pays         |
| ----- | --- | ------------------------------------------------------------ | ------------------------- | ------------ |
| 2010  | 1.  | Oncle Boonmee, celui qui se souvient de ses vies antérieures | Apichatpong Weerasethakul | Thaïlande    |
| 2010  | 2.  | Bad Lieutenant : Escale à La Nouvelle-Orléans                | Werner Herzog             | États-Unis   |
| 2010  | 3.  | Film Socialisme                                              | Jean-Luc Godard           | France       |
| 2010  | 4.  | Toy Story 3                                                  | Lee Unkrich               | États-Unis   |
| 2010  | 5.  | Fantastic Mr. Fox                                            | Wes Anderson              | États-Unis   |
| 2010  | 6.  | A Serious Man                                                | Joel et Ethan Coen        | États-Unis   |
| 2010  | 7.  | Mourir comme un homme                                        | João Pedro Rodrigues      | Portugal     |
| 2010  | 8.  | The Social Network                                           | David Fincher             | États-Unis   |
| 2010  | 9.  | Chouga                                                       | Darezhan Omirbayev        | Kazakhstan   |
| 2010  | 10. | Mother                                                       | Bong Joon-ho              | Corée du Sud |

| Année | #  | Film                       | Réalisateur        | Pays       |
| ----- | -- | -------------------------- | ------------------ | ---------- |
| 2011  | 1. | Habemus Papam              | Nanni Moretti      | Italie     |
| 2011  | 2. | L'Étrange Affaire Angélica | Manoel de Oliveira | Portugal   |
| 2011  | 2. | The Tree of Life           | Terrence Malick    | États-Unis |
| 2011  | 4. | Essential Killing          | Jerzy Skolimowski  | Pologne    |
| 2011  | 4. | Hors Satan                 | Bruno Dumont       | France     |
| 2011  | 6. | Melancholia                | Lars von Trier     | Danemark   |
| 2011  | 6. | Un été brûlant             | Philippe Garrel    | France     |
| 2011  | 8. | L'Apollonide               | Bertrand Bonello   | France     |
| 2011  | 8. | La Dernière Piste          | Kelly Reichardt    | États-Unis |
| 2011  | 8. | Super 8                    | J. J. Abrams       | États-Unis |

| Année | #   | Film                        | Réalisateur          | Pays         |
| ----- | --- | --------------------------- | -------------------- | ------------ |
| 2012  | 1.  | Holy Motors                 | Leos Carax           | France       |
| 2012  | 2.  | Cosmopolis                  | David Cronenberg     | Canada       |
| 2012  | 3.  | Twixt                       | Francis Ford Coppola | États-Unis   |
| 2012  | 4.  | 4h44 Dernier jour sur Terre | Abel Ferrara         | États-Unis   |
| 2012  | 5.  | In Another Country          | Hong Sang-soo        | Corée du Sud |
| 2012  | 6.  | Take Shelter                | Jeff Nichols         | États-Unis   |
| 2012  | 7.  | Go Go Tales                 | Abel Ferrara         | États-Unis   |
| 2012  | 8.  | Tabou                       | Miguel Gomes         | Portugal     |
| 2012  | 9.  | Faust                       | Alexandre Sokourov   | Russie       |
| 2012  | 10. | Keep the Lights On          | Ira Sachs            | États-Unis   |

| Année | #   | Film                          | Réalisateur         | Pays         |
| ----- | --- | ----------------------------- | ------------------- | ------------ |
| 2013  | 1.  | L'Inconnu du lac              | Alain Guiraudie     | France       |
| 2013  | 2.  | Spring Breakers               | Harmony Korine      | États-Unis   |
| 2013  | 3.  | La Vie d'Adèle                | Abdellatif Kechiche | France       |
| 2013  | 4.  | Gravity                       | Alfonso Cuarón      | États-Unis   |
| 2013  | 5.  | A Touch of Sin                | Jia Zhangke         | Chine        |
| 2013  | 6.  | Lincoln                       | Steven Spielberg    | États-Unis   |
| 2013  | 7.  | La Jalousie                   | Philippe Garrel     | France       |
| 2013  | 8.  | Haewon et les Hommes          | Hong Sang-soo       | Corée du Sud |
| 2013  | 9.  | Les Rencontres d'après minuit | Yann Gonzalez       | France       |
| 2013  | 10. | La Bataille de Solférino      | Justine Triet       | France       |

| Année | #   | Film              | Réalisateur      | Pays          |
| ----- | --- | ----------------- | ---------------- | ------------- |
| 2014  | 1.  | P'tit Quinquin    | Bruno Dumont     | France        |
| 2014  | 2.  | Adieu au langage  | Jean-Luc Godard  | France Suisse |
| 2014  | 3.  | Under the Skin    | Jonathan Glazer  | Royaume-Uni   |
| 2014  | 4.  | Maps to the Stars | David Cronenberg | Canada        |
| 2014  | 5.  | Le vent se lève   | Hayao Miyazaki   | Japon         |
| 2014  | 6.  | Nymphomaniac      | Lars von Trier   | Danemark      |
| 2014  | 7.  | Mommy             | Xavier Dolan     | Canada        |
| 2014  | 8.  | Love Is Strange   | Ira Sachs        | États-Unis    |
| 2014  | 9.  | Le Paradis        | Alain Cavalier   | France        |
| 2014  | 10. | Sunhi             | Hong Sang-soo    | Corée du Sud  |

| Année | #   | Film                   | Réalisateur               | Pays                 |
| ----- | --- | ---------------------- | ------------------------- | -------------------- |
| 2015  | 1.  | Mia madre              | Nanni Moretti             | Italie               |
| 2015  | 2.  | Cemetery of Splendour  | Apichatpong Weerasethakul | Thaïlande            |
| 2015  | 3.  | L'Ombre des femmes     | Philippe Garrel           | France               |
| 2015  | 4.  | The Smell of Us        | Larry Clark               | France États-Unis    |
| 2015  | 5.  | Mad Max: Fury Road     | George Miller             | Australie États-Unis |
| 2015  | 6.  | Jauja                  | Lisandro Alonso           | Argentine            |
| 2015  | 7.  | Inherent Vice          | Paul Thomas Anderson      | États-Unis           |
| 2015  | 8.  | Les Mille et Une Nuits | Miguel Gomes              | Portugal             |
| 2015  | 9.  | Summer                 | Alanté Kavaïté            | Lituanie             |
| 2015  | 10. | Vers l'autre rive      | Kiyoshi Kurosawa          | Japon                |

| Année | #   | Film                              | Réalisateur           | Pays       |
| ----- | --- | --------------------------------- | --------------------- | ---------- |
| 2016  | 1.  | Toni Erdmann                      | Maren Ade             | Allemagne  |
| 2016  | 2.  | Elle                              | Paul Verhoeven        | France     |
| 2016  | 3.  | The Neon Demon                    | Nicolas Winding Refn  | États-Unis |
| 2016  | 4.  | Aquarius                          | Kleber Mendonça Filho | Brésil     |
| 2016  | 5.  | Ma Loute                          | Bruno Dumont          | France     |
| 2016  | 6.  | Julieta                           | Pedro Almodóvar       | Espagne    |
| 2016  | 7.  | Rester vertical                   | Alain Guiraudie       | France     |
| 2016  | 8.  | La Loi de la jungle               | Antonin Peretjatko    | France     |
| 2016  | 9.  | Carol                             | Todd Haynes           | États-Unis |
| 2016  | 10. | Le Bois dont les rêves sont faits | Claire Simon          | France     |

| Année | #   | Film                                 | Réalisateur          | Pays                         |
| ----- | --- | ------------------------------------ | -------------------- | ---------------------------- |
| 2017  | 1.  | Twin Peaks: The Return               | David Lynch          | États-Unis                   |
| 2017  | 2.  | Jeannette, l'enfance de Jeanne d'Arc | Bruno Dumont         | France                       |
| 2017  | 3.  | Certaines femmes                     | Kelly Reichardt      | États-Unis                   |
| 2017  | 4.  | Get Out                              | Jordan Peele         | États-Unis                   |
| 2017  | 5.  | Le Jour d'après                      | Hong Sang-soo        | Corée du Sud                 |
| 2017  | 6.  | L'Amant d'un jour                    | Philippe Garrel      | France                       |
| 2017  | 7.  | Good Time                            | Joshua et Ben Safdie | États-Unis                   |
| 2017  | 8.  | Split                                | M. Night Shyamalan   | États-Unis                   |
| 2017  | 9.  | Jackie                               | Pablo Larraín        | Chili États-Unis             |
| 2017  | 10. | Un jour dans la vie de Billy Lynn    | Ang Lee              | États-Unis Royaume-Uni Chine |

| Année | #   | Film                        | Réalisateur          | Pays                            |
| ----- | --- | --------------------------- | -------------------- | ------------------------------- |
| 2018  | 1.  | Les Garçons sauvages        | Bertrand Mandico     | France                          |
| 2018  | 2.  | Coincoin et les Z'inhumains | Bruno Dumont         | France                          |
| 2018  | 3.  | Phantom Thread              | Paul Thomas Anderson | Royaume-Uni États-Unis          |
| 2018  | 4.  | Burning                     | Lee Chang-dong       | Corée du Sud                    |
| 2018  | 5.  | Paul Sanchez est revenu !   | Patricia Mazuy       | France                          |
| 2018  | 6.  | Pentagon Papers             | Steven Spielberg     | États-Unis                      |
| 2018  | 7.  | Seule sur la plage la nuit  | Hong Sang-soo        | Corée du Sud                    |
| 2018  | 8.  | The House That Jack Built   | Lars von Trier       | France Allemagne Suède Danemark |
| 2018  | 9.  | Leto                        | Kirill Serebrennikov | Russie                          |
| 2018  | 10. | L'Île au trésor             | Guillaume Brac       | France                          |

| Année | #   | Film              | Réalisateur                                     | Pays          |
| ----- | --- | ----------------- | ----------------------------------------------- | ------------- |
| 2019  | 1.  | Le Livre d'image  | Jean-Luc Godard                                 | France        |
| 2019  | 2.  | Parasite          | Bong Joon-ho                                    | Corée du Sud  |
| 2019  | 3.  | Synonymes         | Nadav Lapid                                     | France Israël |
| 2019  | 4.  | Bacurau           | Kleber Mendonça Filho et Juliano Dornelles (pt) | Brésil        |
| 2019  | 5.  | Jeanne            | Bruno Dumont                                    | France        |
| 2019  | 6.  | Douleur et Gloire | Pedro Almodóvar                                 | Espagne       |
| 2019  | 7.  | Les Misérables    | Ladj Ly                                         | France        |
| 2019  | 8.  | La Mule           | Clint Eastwood                                  | États-Unis    |
| 2019  | 9.  | Joker             | Todd Phillips                                   | États-Unis    |
| 2019  | 10. | The Irishman      | Martin Scorsese                                 | États-Unis    |

### Années 2020
| Année | #   | Film                                        | Réalisateur          | Pays         |
| ----- | --- | ------------------------------------------- | -------------------- | ------------ |
| 2020  | 1.  | City Hall                                   | Frederick Wiseman    | États-Unis   |
| 2020  | 2.  | La Femme qui s'est enfuie                   | Hong Sang-soo        | Corée du Sud |
| 2020  | 3.  | Uncut Gems                                  | Joshua et Ben Safdie | États-Unis   |
| 2020  | 4.  | Malmkrog                                    | Cristi Puiu          | Roumanie     |
| 2020  | 5.  | Les Choses qu'on dit, les Choses qu'on fait | Emmanuel Mouret      | France       |
| 2020  | 6.  | Hotel by the River                          | Hong Sang-soo        | Corée du Sud |
| 2020  | 7.  | Séjour dans les monts Fuchun                | Gu Xiaogang          | Chine        |
| 2020  | 8.  | Le Sel des larmes                           | Philippe Garrel      | France       |
| 2020  | 9.  | Énorme                                      | Sophie Letourneur    | France       |
| 2020  | 10. | Eva en août                                 | Jonás Trueba         | Espagne      |

| Année | #   | Film                         | Réalisateur                          | Pays       |
| ----- | --- | ---------------------------- | ------------------------------------ | ---------- |
| 2021  | 1.  | First Cow                    | Kelly Reichardt                      | États-Unis |
| 2021  | 2.  | Annette                      | Leos Carax                           | France     |
| 2021  | 3.  | Memoria                      | Apichatpong Weerasethakul            | Colombie   |
| 2021  | 4.  | Drive My Car                 | Ryūsuke Hamaguchi                    | Japon      |
| 2021  | 5.  | France                       | Bruno Dumont                         | France     |
| 2021  | 6.  | The French Dispatch          | Wes Anderson                         | États-Unis |
| 2021  | 7.  | À l'abordage                 | Guillaume Brac                       | France     |
| 2021  | 8.  | La Jeune Fille et l'Araignée | Ramon Zürcher et Silvan Zürcher (de) | Suisse     |
| 2021  | 9.  | The Card Counter             | Paul Schrader                        | États-Unis |
| 2021  | 10. | Benedetta                    | Paul Verhoeven                       | France     |

| Année | #   | Film                                  | Réalisateur          | Pays           |
| ----- | --- | ------------------------------------- | -------------------- | -------------- |
| 2022  | 1.  | Pacifiction : Tourment sur les Îles   | Albert Serra         | France         |
| 2022  | 2.  | Licorice Pizza                        | Paul Thomas Anderson | États-Unis     |
| 2022  | 3.  | Nope                                  | Jordan Peele         | États-Unis     |
| 2022  | 4.  | Eo                                    | Jerzy Skolimowski    | Pologne Italie |
| 2022  | 5.  | Contes du hasard et autres fantaisies | Ryūsuke Hamaguchi    | Japon          |
| 2022  | 6.  | Bowling Saturne                       | Patricia Mazuy       | France         |
| 2022  | 7.  | Apollo 10½                            | Richard Linklater    | États-Unis     |
| 2022  | 8.  | Introduction                          | Hong Sang-soo        | Corée du Sud   |
| 2022  | 9.  | Viens je t'emmène                     | Alain Guiraudie      | France         |
| 2022  | 10. | Qui à part nous                       | Jonás Trueba         | Espagne        |

| Année | #   | Film                                   | Réalisateur          | Pays       |
| ----- | --- | -------------------------------------- | -------------------- | ---------- |
| 2023  | 1.  | Trenque Lauquen                        | Laura Citarella      | Argentine  |
| 2023  | 2.  | Fermer les yeux                        | Víctor Erice         | Espagne    |
| 2023  | 3.  | Anatomie d'une chute                   | Justine Triet        | France     |
| 2023  | 4.  | The Fabelmans                          | Steven Spielberg     | États-Unis |
| 2023  | 5.  | Les Feuilles mortes                    | Aki Kaurismäki       | Finlande   |
| 2023  | 6.  | Désordres                              | Cyril Schäublin      | Suisse     |
| 2023  | 7.  | N'attendez pas trop de la fin du monde | Radu Jude            | Roumanie   |
| 2023  | 8.  | Le Gang des bois du temple             | Rabah Ameur-Zaïmeche | France     |
| 2023  | 9.  | L'Été dernier                          | Catherine Breillat   | France     |
| 2023  | 10. | Un prince                              | Pierre Creton        | France     |
| 2023  | 10. | Showing Up                             | Kelly Reichardt      | États-Unis |

| Année | #   | Film                    | Réalisateur        | Pays         |
| ----- | --- | ----------------------- | ------------------ | ------------ |
| 2024  | 1.  | Miséricorde             | Alain Guiraudie    | France       |
| 2024  | 2.  | May December            | Todd Haynes        | États-Unis   |
| 2024  | 3.  | In Water                | Hong Sang-soo      | Corée du Sud |
| 2024  | 4.  | La Zone d'intérêt       | Jonathan Glazer    | Royaume-Uni  |
| 2024  | 5.  | All We Imagine as Light | Payal Kapadia      | Inde         |
| 2024  | 6.  | Los delincuentes        | Rodrigo Moreno     | Argentine    |
| 2024  | 7.  | Le mal n'existe pas     | Ryūsuke Hamaguchi  | Japon        |
| 2024  | 8.  | Ma vie ma gueule        | Sophie Fillières   | France       |
| 2024  | 9.  | Trap                    | M. Night Shyamalan | États-Unis   |
| 2024  | 10. | Septembre sans attendre | Jonás Trueba       | Espagne      |

## Top 10 par décennies
| Décennie    | #   | Film                                  | Réalisateur                           | Pays                             |
| ----------- | --- | ------------------------------------- | ------------------------------------- | -------------------------------- |
| Années 1970 | 1.  | Numéro deux                           | Jean-Luc Godard & Anne-Marie Miéville | France                           |
| Années 1970 | 2.  | Milestones                            | John Douglas & Robert Kramer          | États-Unis                       |
| Années 1970 | 3.  | Tristana                              | Luis Buñuel                           | Espagne Italie France            |
| Années 1970 | 4.  | Macadam à deux voies                  | Monte Hellman                         | États-Unis                       |
| Années 1970 | 4.  | Nous ne vieillirons pas ensemble      | Maurice Pialat                        | France Italie                    |
| Années 1970 | 6.  | Des Journées entières dans les arbres | Marguerite Duras                      | France                           |
| Années 1970 | 7.  | Salò ou les 120 Journées de Sodome    | Pier Paolo Pasolini                   | Italie                           |
| Années 1970 | 8.  | Profession : reporter                 | Michelangelo Antonioni                | États-Unis Espagne Italie France |
| Années 1970 | 9.  | Hitler, un film d'Allemagne           | Hans-Jürgen Syberberg                 | Allemagne de l'Ouest             |
| Années 1970 | 10. | Deux Fois                             | Jackie Raynal                         | France                           |
| Années 1970 | 10. | Dodes'kaden                           | Akira Kurosawa                        | Japon                            |

| Décennie    | #   | Film                          | Réalisateur              | Pays                            |
| Années 1980 | 1.  | Fanny et Alexandre            | Ingmar Bergman           | Suède                           |
| Années 1980 | 2.  | Paris, Texas                  | Wim Wenders              | Allemagne de l'Ouest États-Unis |
| Années 1980 | 3.  | Intervista                    | Federico Fellini         | Italie                          |
| Années 1980 | 4.  | La Rose pourpre du Caire      | Woody Allen              | États-Unis                      |
| Années 1980 | 5.  | Le Temps des Gitans           | Emir Kusturica           | Yougoslavie                     |
| Années 1980 | 6.  | Le Sacrifice                  | Andreï Tarkovski         | Suède                           |
| Années 1980 | 7.  | Il était une fois en Amérique | Sergio Leone             | Italie États-Unis               |
| Années 1980 | 8.  | Le Mariage de Maria Braun     | Rainer Werner Fassbinder | Allemagne de l'Ouest            |
| Années 1980 | 9.  | Sauve qui peut (la vie)       | Jean-Luc Godard          | Suisse France                   |
| Années 1980 | 10. | Yeelen                        | Souleymane Cissé         | Mali                            |
| Années 1980 | 11. | Gens de Dublin                | John Huston              | Royaume-Uni                     |

| Décennie    | #  | Film                          | Réalisateur      | Pays       |
| ----------- | -- | ----------------------------- | ---------------- | ---------- |
| Années 1990 | 1. | L'Impasse                     | Brian De Palma   | États-Unis |
| Années 1990 | 1. | Goodbye South, Goodbye        | Hou Hsiao-hsien  | Taïwan     |
| Années 1990 | 1. | Sur la route de Madison       | Clint Eastwood   | États-Unis |
| Années 1990 | 4. | Close-up                      | Abbas Kiarostami | Iran       |
| Années 1990 | 4. | Eyes Wide Shut                | Stanley Kubrick  | États-Unis |
| Années 1990 | 4. | Twin Peaks: Fire Walk with Me | David Lynch      | États-Unis |
| Années 1990 | 4. | Impitoyable                   | Clint Eastwood   | États-Unis |
| Années 1990 | 8. | Crash                         | David Cronenberg | Canada     |
| Années 1990 | 8. | Edward aux mains d'argent     | Tim Burton       | États-Unis |
| Années 1990 | 8. | La Rivière                    | Tsai Ming-liang  | Taïwan     |

| Décennie    | #   | Film                  | Réalisateur               | Pays         |
| ----------- | --- | --------------------- | ------------------------- | ------------ |
| Années 2000 | 1.  | Mulholland Drive      | David Lynch               | États-Unis   |
| Années 2000 | 2.  | Elephant              | Gus Van Sant              | États-Unis   |
| Années 2000 | 3.  | Tropical Malady       | Apichatpong Weerasethakul | Thaïlande    |
| Années 2000 | 4.  | The Host              | Bong Joon-ho              | Corée du Sud |
| Années 2000 | 5.  | A History of Violence | David Cronenberg          | Canada       |
| Années 2000 | 6.  | La Graine et le Mulet | Abdellatif Kechiche       | France       |
| Années 2000 | 7.  | À l'ouest des rails   | Wang Bing                 | Chine        |
| Années 2000 | 8.  | La Guerre des mondes  | Steven Spielberg          | États-Unis   |
| Années 2000 | 9.  | Le Nouveau Monde      | Terrence Malick           | États-Unis   |
| Années 2000 | 10. | Ten                   | Abbas Kiarostami          | Iran         |

Le classement des années 2010 suscita de nombreux commentaires dans la mesure où sont distinguées deux séries télévisées,.
| Décennie    | #   | Film                                                         | Réalisateur               | Pays           |
| ----------- | --- | ------------------------------------------------------------ | ------------------------- | -------------- |
| Années 2010 | 1.  | Twin Peaks: The Return                                       | David Lynch               | États-Unis     |
| Années 2010 | 2.  | Holy Motors                                                  | Leos Carax                | France         |
| Années 2010 | 3.  | P'tit Quinquin                                               | Bruno Dumont              | France         |
| Années 2010 | 4.  | Oncle Boonmee, celui qui se souvient de ses vies antérieures | Apichatpong Weerasethakul | Thaïlande      |
| Années 2010 | 5.  | Le Livre d'image                                             | Jean-Luc Godard           | Suisse France  |
| Années 2010 | 6.  | Toni Erdmann                                                 | Maren Ade                 | Allemagne      |
| Années 2010 | 7.  | Mia madre                                                    | Nanni Moretti             | Italie         |
| Années 2010 | 8.  | Melancholia                                                  | Lars von Trier            | Danemark Suède |
| Années 2010 | 9.  | Under the Skin                                               | Jonathan Glazer           | Royaume-Uni    |
| Années 2010 | 10. | L'Étrange Affaire Angélica                                   | Manoel de Oliveira        | Portugal       |

## Cinéastes les plus cités
Cette liste comptabilise les cinéastes cités par années comme par décennies.
- 28 :
  - Jean-Luc Godard - 1960 (†)
- 15 :
  - Ingmar Bergman - 1956 (†)
- 12 :
  - Éric Rohmer - 1962 (†)
  - Clint Eastwood - 1988
- 11 :
  - Manoel de Oliveira - 1981 (†)
  - Philippe Garrel - 1983
- 10 :
  - David Cronenberg - 1989
  - Hong Sang-soo - 2005
- 9 :
  - Luis Buñuel - 1951 (†)
  - Bruno Dumont - 2009
  - Federico Fellini - 1954 (†)
  - David Lynch - 1987 (†)
- 8 :
  - Alain Resnais - 1959 (†)
  - Abbas Kiarostami - 1991 (†)
  - Martin Scorsese - 1981
  - Apichatpong Weerasethakul - 2002
- 7 :
  - Michelangelo Antonioni - 1951 (†)
  - Alfred Hitchcock - 1955 (†)
  - Nanni Moretti - 1987
- 6 :
  - Robert Bresson - 1951 (†)
  - Brian De Palma - 1994
  - Hou Hsiao-hsien - 1997
  - Jacques Rivette - 1961 (†)
  - Roberto Rossellini - 1951 (†)
  - Straub-Huillet - 1966 (†)
  - François Truffaut - 1959 (†)
- 5 :
  - Leos Carax - 1986
  - Howard Hawks - 1954 (†)
  - Alain Guiraudie - 2009
  - Jerzy Skolimowski - 1966
  - Maurice Pialat - 1983 (†)
  - André Téchiné - 1981
  - Gus Van Sant - 2002
- 4 :
  - Pedro Almodóvar - 1995
  - Bong Joon-ho - 2006
  - Jean-Claude Brisseau - 1983 (†)
  - Claude Chabrol - 1960 (†)
  - Joel et Ethan Coen - 1991
  - Francis Ford Coppola - 1984
  - Arnaud Desplechin - 1992
  - Abel Ferrara - 1993
  - Akira Kurosawa - 1985 (†)
  - Fritz Lang - 1954 (†)
  - Jerry Lewis - 1963 (†)
  - Patricia Mazuy - 1989
  - Kenji Mizoguchi - 1959 (†)
  - M. Night Shyamalan - 2004
  - Satyajit Ray - 1981 (†)
  - Kelly Reichardt - 2011
  - Steven Spielberg - 2005
  - Quentin Tarantino - 1998
  - Luchino Visconti - 1956 (†)
  - Lars von Trier - 2011
  - Jia Zhangke - 2001
- 3 :
  - Woody Allen - 1990
  - Paul Thomas Anderson - 2015
  - Jacques Becker - 1951 (†)
  - Marco Bellocchio - 1966
  - Bernardo Bertolucci - 1968 (†)
  - Tim Burton - 1991
  - Souleymane Cissé - 1987 (†)
  - Jacques Demy - 1961 (†)
  - Jonathan Glazer - 2014
  - Ryusuke Hamaguchi - 2021
  - Todd Haynes - 1998
  - Shohei Imamura - 1989 (†)
  - Benoît Jacquot - 1981
  - Stanley Kubrick - 1987 (†)
  - Terrence Malick - 2006
  - Joseph L. Mankiewicz - 1951 (†)
  - Sergueï Paradjanov - 1982 (†)
  - Nicholas Ray - 1955 (†)
  - Jean Renoir - 1951 (†)
  - Andreï Tarkovski - 1981 (†)
  - Jonás Trueba - 2020
  - Tsai Ming-liang - 1997
  - Orson Welles - 1956 (†)
  - Wim Wenders - 1984

Année : première année de citation
(†) : cinéaste décédé